# Méry de Vic
Méry de Vic (ou Merry de Vic, ou Méric de Vic dit Sarred, ou Vic de Sarred) est un homme d'État français du XVIIe siècle. Il serait né vers 1560. Il est mort le 2 septembre 1622, à Pignan.
Deuxième vicomte d'Ermenonville (à la mort de son frère Dominique, en 1610). Baron de Fiennes et Moran.

## Ascendance
Son père est  Raymond de Vic, originaire de Suisse ou d'Italie, mais établi à Toulouse, seigneur de Camarde et de Travers, et qui fut un émissaire du roi auprès du pape ; sa mère est Comtesse (le prénom, pas le titre) de Sarred, la seconde épouse de Raymond de Vic .
Il est le neveu de Pierre (de) Sarred, secrétaire du dauphin (futur François II), receveur alternatif de Vannes en janvier 1556, secrétaire du roi en 1563, secrétaire des finances du duc d'Anjou (futur Henri III), intendant des finances de 1569 à 1570, puis secrétaire de la chambre du roi Henri III, trésorier de France, et général des finances du comté de Blois.
Il a pour frère Dominique de Vic (1551-1610), le «capitaine Sarred»  qui a combattu pour les rois Charles IX, Henri III et Henri IV, et qui fut nommé, en 1598 après le traité de Vervins, gouverneur de Calais, Boulogne et Amiens.

## Biographie

### Jusqu'à l'âge de 30 ans
En 1578, Méry de Vic  reçoit en commende le prieuré Notre-Dame de Longpont (jusqu'à son mariage, en 1588). Il est maître des requêtes du duc d'Anjou, le futur roi Henri III.
En novembre 1581, il est nommé maître des requêtes de l'Hôtel du roi.
En juin 1582, il est nommé président au parlement de Toulouse, puis conseiller d'État.
En 1588, il épouse Marie Bourdineau, fille de Jacques Boudineau, seigneur de Boisblandin et Baronville, et d'Anne Garrault; il est nommé intendant de justice et police à Limoges, puis intendant en Auvergne pour y maintenir l'ordre et  représenter le roi.

### De 30 ans à 40 ans
En décembre 1594, Henri IV l'envoie à Toulouse pour négocier avec les Ligueurs le retour du Languedoc dans l’obédience royale. Le 20 juin 1595, Méry de Vic écrit au roi de ne pas s’attendre à une reconnaissance rapide de son autorité. En 1596, il participe aux Commissions de Loudun et de Châtellerault auprès des Assemblées protestantes.
En 1597, il est nommé intendant de justice en Guyenne, puis intendant du Lyonnais (1597-1600).
En septembre 1599, il est, avec Lesdiguières et  Ennemond Rabot d’Illins (premier président du parlement de Grenoble), l'un des commissaires de l'édit de Nantes, nommés pour le Dauphiné, qui ont pour mission d'assurer le rétablissement du culte catholique et l’organisation du culte réformé. Ils jouent le rôle de médiateurs.

### De 40 ans à 50 ans
Entre juillet 1600 et décembre 1605, avec Nicolas Brûlart de Sillery et Louis Le Fèvre de Caumartin (entre autres), il négocie une alliance avec les Suisses (traité de Soleure). En 1603, il intervient auprès des cantons suisses pour modérer les Genevois dans leurs négociations avec le duc de Savoie, Charles-Emmanuel Ier (traité de Saint-Julien).

### De 50 ans à 60 ans
En 1610, il a la douleur de voir mourir son frère, "entre ses bras", puis son épouse. En 1611, il participe aux négociations de l'accord de Poitiers.
Alors qu'il est le deuxième vicomte d'Ermenonville depuis la mort de son frère en 1610, il entreprend des travaux dans l'église paroissiale Saint-Martin : en 1613, il demande au peintre parisien Michel Lebel de restaurer la voûte "au blanc d'espaigne" et les armoiries qui s'y trouvent de son frère et de sa belle-sœur décédés;  il commande surtout la mise en place, au maître-autel, d'un  retable monumental, d'une part  au sculpteur Simon Guillain - qui réalise l'encadrement en pierre et les statues, de mars à juillet 1614 - , d'autre part au peintre Louis Finson qui peint une Charité de Saint Martin (toile signée et datée 1615, toujours en place).

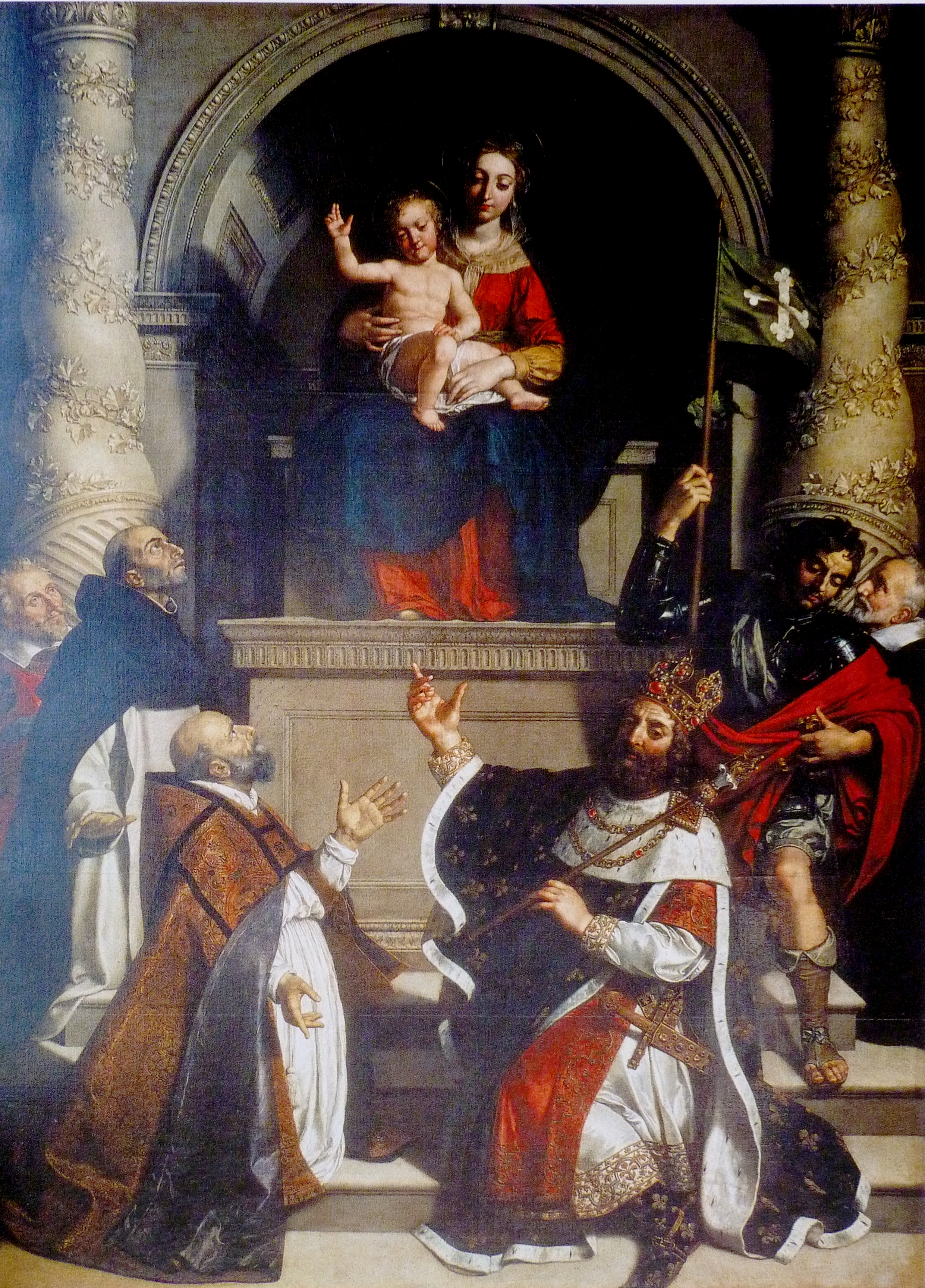
dans Saint-Nicolas-des-Champs

Entre 1613 et 1618, il acquiert une chapelle neuve dans l'église Saint-Nicolas-des-Champs (Paris, 3e arr.) qui était sa paroisse parisienne puisque son hôtel particulier ne se trouvait pas très loin, (actuel n°202) rue Saint-Martin. On voit toujours dans cette chapelle (n°23) la décoration qu'il a commandée, entre 1618 et 1622 : des peintures murales par Georges Lallemant, ainsi que le retable peint par Frans Pourbus le Jeune.
Sur ce tableau, dit la Vierge de la famille de Vic, sont représentés Méry, au fond à droite, et son frère Dominique I de Vic, reconnaissable à son armure, au fond à gauche. Devant ce dernier figure saint Dominique qui est le saint patron également du fils aîné de Méry, Dominique II de Vic. Celui-ci est aussi évoqué, en tant qu' abbé du Bec, par le prélat agenouillé, probablement saint Anselme. Ce tableau est l'un des deux seuls - avec La Messe de Saint Gilles - à représenter les regalia, dont la couronne de Saint Louis.

### De 60 ans à sa mort, à 62 ans
En décembre 1621, à la mort de Guillaume du Vair, garde des sceaux, le roi Louis XIII nomme Méry de Vic pour le remplacer.
"Ayant suivi sa Majesté au voyage de Montpellier", il meurt près de Pézenas, le 2 septembre 1622. Son corps est ramené à Ermenonville pour y être enterré.

## Méry de Vic, lettré
Sa bibliothèque était connue pour son importance (dont les 3 000 volumes de Jean Grolier). Elle sera augmentée par son fils aîné, Dominique II de VIc, archevêque d'Auch.
Lui et sa femme ont accueilli et protégé l'humaniste protestant Isaac Casaubon, le logeant chez eux à Lyon et l'emmenant à Paris pour le présenter au roi, avant de lui faire donner une mission de conciliation entre protestants et catholiques.
Il était en correspondance avec l'érudit aixois Nicolas-Claude Fabri de Peiresc.
Il était lié au magistrat, historien, écrivain, bibliophile et homme politique Jacques Auguste de Thou (1553-1617).

## Descendance
En vingt-deux de mariage "sans aucune aigreur ny blessure d'esprit", Marie Bourdineau et Méry de Vic eurent six fils et six filles,, dont ...
- Dominique de Vic (1588-1661), abbé du Bec Hellouin (13 septembre 1597), prieur de Longpont[5], conseiller d'État, archevêque d'Auch en 1629. Ne pas confondre avec son oncle paternel Dominique de Vic ;
- Gédéon de Vic († 26 février 1636), comte de Furnes, troisième vicomte d'Ermenonville[19], maréchal de camp ;
- Charles de Vic († 10 septembre 1650), abbé de Notre-Dame de Gourdon et Froimont ;
- Méry II de Vic († 18 février 1682), seigneur d'Ermenonville ;
- Éléonore de Vic († 1676), prieure de Saint-Michel à Crépy-en-Valois ;
- Diane Claire Denise de Vic, mariée à Pierre Gamin († 1619), seigneur de Vicq et Saint-Péravy, maître des Requêtes, puis à Jean Sevin († 1661), seigneur de Bizay et La Grange, conseiller au parlement de Paris ;
- Charlotte de Vic, mariée en 1612 à Léonard Le Genevois de Blaigny († janv. 1631), chevalier, baron de Blaigny, capitaine de chevau-légers ;
- Denise de Vic († 1676), mariée à François de Grené, baron de Courcelles-en-Brie[18].